# Incidente della New Star
Il cosiddetto incidente della New Star avvenne vicino alla città portuale orientale di Vladivostok nel 2009, quando una nave da guerra russa aprì il fuoco contro una nave da carico cinese chiamata New Star. La nave da carico naufragò il 15 febbraio 2009, con storie diverse sull'incidente presentate da Russia e Cina.

## LaNew Star
La New Star (新星Xīnxīng) è stata una nave da 5.000 tonnellate noleggiata da una società con sede a Hong Kong. Aveva un equipaggio composto da 16 membri, 6 cittadini indonesiani e 10 cinesi. La nave era di proprietà della Tongyu Shipping Zhejiang (浙江通宇船務有限公司) e affittata alla compagnia di navigazione J-Rui Lucky con sede a Hong Kong (香港吉瑞祥（香港）有限公司 Xiānggǎng jí ruìxiáng (Xiānggǎng) yǒuxiàn gōngsī).
La RIA Novosti disse che i membri dell'equipaggio tentarono di fuggire in due zattere di salvataggio a seguito dell'incidente. Solo la metà di loro venne salvata da un bastimento russo. Secondo l'Agenzia Nuova Cina, 7 marinai erano ancora dispersi e solo 3 furono salvati.

### Fonti aggiuntive
- (EN) Bloomberg, su bloomberg.com.
- (EN) New Star pursued by Russian Coast Guard before sinking, su lloydslist.com.
- (EN) HostedNews, Canadian Press article, su google.com.
- (EN) Chinese Officials Protest Sinking of Cargo Ship by Russians, su nytimes.com.
- (ZH) 武汉综合新闻网:新星号货轮沉船事件3名获救中国船员启程回国, su news.cjn.cn. URL consultato il 10 giugno 2023 (archiviato dall'url originale il 3 marzo 2016).  Google traduttore, su translate.google.com.
- (ZH) 山西新闻网 山西晚报:沉船事件仍然扑朔迷离（图）, su news.daynews.com.cn. URL consultato il 10 giugno 2023 (archiviato dall'url originale il 7 luglio 2011).  Google traduttore, su translate.google.com.
- (ZH) 世界经理人 :俄罗斯远东军事检察院分院对沉船事件刑事立案, su digest.icxo.com. URL consultato il 10 giugno 2023 (archiviato dall'url originale il 3 marzo 2016).  Google traduttore, su translate.google.com.
- (ZH) 舜网-济南时报:山东律师任沉船事件法律顾问, su news.sina.com.cn.  Google traduttore, su translate.google.com.
- (ZH) 青年時報:新星号船东再发声明抗议俄方不公开调查沉船事件 [collegamento interrotto], su qnsb.com.  Google traduttore, su translate.google.com.
- (ZH) 德國之聲中文網:“新星号事件”俄中各有说法, su dw-world.de.  Google traduttore, su translate.google.com.
- (ZH) 解放日報:失踪的7名中国船员中5具遗体被发现中方不能接受俄就沉船表态 为何只救出一艘小艇 [collegamento interrotto], su jfdaily.com.
- (ZH) 东方早报 选稿:黄骏:新星号船主:俄编弥天大谎欲掩盖真相推责任, su mil.eastday.com. URL consultato il 10 giugno 2023 (archiviato dall'url originale il 27 febbraio 2009).  Google traduttore, su translate.google.com.
- (ZH) “新星”号沉没“罗生门” 编辑：航运信息网, su csi.com.cn.  Google traduttore, su translate.google.com.